# Бертус Калденгове
Бернардус Йоганнес "Бертус" Калденгове (нід. Bernardus Johannes "Bertus" Caldenhove, 19 січня 1914, Амстердам — 30 липня 1983, там само) — нідерландський футболіст, що грав на позиції захисника за клуб ДВС, а також національну збірну Нідерландів.

## Клубна кар'єра
У футболі дебютував 1934 року виступами за команду ДВС, кольори якої і захищав протягом усієї своєї кар'єри гравця, що тривала сім років. 
| Дата       | Місто       | Господарі      | Результат | Гості      | Турнір             | Голи | Примітки |
| ---------- | ----------- | -------------- | --------- | ---------- | ------------------ | ---- | -------- |
| 31.03.1935 | Амстердам   | Нідерланди     | 4 – 2     | Бельгія    | товариський матч   | -    |          |
| 12.05.1935 | Брюссель    | Бельгія        | 0 – 2     | Нідерланди | товариський матч   | -    |          |
| 18.05.1935 | Амстердам   | Нідерланди     | 0 – 1     | Англія     | товариський матч   | -    |          |
| 03.11.1935 | Амстердам   | Нідерланди     | 3 – 0     | Данія      | товариський матч   | -    |          |
| 08.12.1935 | Дублін      | Ірландія       | 3 – 5     | Нідерланди | товариський матч   | -    |          |
| 12.01.1936 | Париж       | Франція        | 1 – 6     | Нідерланди | товариський матч   | -    |          |
| 29.03.1936 | Амстердам   | Нідерланди     | 8 – 0     | Бельгія    | товариський матч   | -    |          |
| 03.05.1936 | Брюссель    | Бельгія        | 1 – 1     | Нідерланди | товариський матч   | -    |          |
| 01.11.1936 | Амстердам   | Нідерланди     | 3 – 3     | Норвегія   | товариський матч   | -    |          |
| 31.01.1937 | Дюссельдорф | Німеччина      | 2 – 2     | Нідерланди | товариський матч   | -    |          |
| 07.03.1937 | Амстердам   | Нідерланди     | 2 – 1     | Швейцарія  | товариський матч   | -    |          |
| 04.04.1937 | Антверпен   | Бельгія        | 2 – 1     | Нідерланди | товариський матч   | -    |          |
| 02.05.1937 | Роттердам   | Нідерланди     | 1 – 0     | Бельгія    | товариський матч   | -    |          |
| 31.10.1937 | Амстердам   | Нідерланди     | 2 – 3     | Франція    | товариський матч   | -    |          |
| 28.11.1937 | Роттердам   | Нідерланди     | 4 – 0     | Люксембург | Відбір до ЧС 1938  | -    |          |
| 27.02.1938 | Роттердам   | Нідерланди     | 7 – 2     | Бельгія    | товариський матч   | -    |          |
| 03.04.1938 | Антверпен   | Бельгія        | 1 – 1     | Нідерланди | Відбір до ЧС 1938  | -    |          |
| 21.05.1938 | Амстердам   | Нідерланди     | 1 – 3     | Шотландія  | товариський матч   | -    |          |
| 05.06.1938 | Гавр        | Чехословаччина | 3 – 0     | Нідерланди | ЧС 1938 - 1-й етап | -    |          |
| 23.10.1938 | Копенгаген  | Данія          | 2 – 2     | Нідерланди | товариський матч   | -    |          |
| 26.02.1939 | Роттердам   | Нідерланди     | 3 – 2     | Угорщина   | товариський матч   | -    |          |
| 19.03.1939 | Антверпен   | Бельгія        | 5 – 4     | Нідерланди | товариський матч   | -    |          |
| 23.04.1939 | Амстердам   | Нідерланди     | 3 – 2     | Бельгія    | товариський матч   | -    |          |
| 07.05.1939 | Берн        | Швейцарія      | 2 – 1     | Нідерланди | товариський матч   | -    |          |
| 17.03.1940 | Антверпен   | Бельгія        | 7 – 1     | Нідерланди | товариський матч   | -    |          |
| Усього     |             | Матчів         | 25        |            | Голів              | 0    |          |

Помер 30 липня 1983 року на 70-му році життя у місті Амстердам.